# Ep Meijer
Ep Meijer (Apeldoorn, 6 februari 1959), Nederlands schrijver, studeerde Politicologie en Nederlandse taal- en letterkunde in Nijmegen. Als freelance  journalist publiceerde hij in bladen als Vrij Nederland, Elsevier, Intermediair en dagbladen als Trouw en NRC Handelsblad. Daarnaast verschenen Meijers verhalen in onder andere Lava, De Gekooide Roos, Omslag en De Opkamer.
Na zijn debuut met Novembernovelle (Epo, 2000), publiceerde hij Geluk voor gevorderden (Prometheus, 2002), De regels (Prometheus, 2006) en De vlucht (2007).
Terugkerende thema’s in zijn werk zijn de zoektocht naar de (on)zin van het bestaan, de rol van toeval en religie. Ook zijn armlastige bestaan als relatief onbekend schrijver wordt in weinig verhullend proza beschreven, vooral op het dagelijks weblog dat Meijer bijhoudt.